# Relations entre l'Algérie et la Chine
Les relations entre l'Algérie et la Chine sont les relations bilatérales entre la République algérienne démocratique et populaire et la république populaire de Chine. Les deux États ont traditionnellement des relations fortes. En 2010, les relations étaient considérées comme les plus fortes de toutes les relations sino-arabes (en). Les relations sont essentiellement centrées autour de liens commerciaux.  

## Historique
La Chine reconnait le Gouvernement provisoire de la République algérienne (GPRA), le 20 décembre 1958. Du 29 septembre au 6 octobre 1960, le président du GPRA, Ferhat Abbas, effectue une visite officielle en Chine et assiste à la célébration du onzième anniversaire de la fondation de la république populaire de Chine,. En 1971, l'Algérie joue un rôle primordial dans l'entrée de la Chine, au Conseil de sécurité des Nations unies, en coprésentant la résolution qui lui a permis d'effectuer son retour à l'Assemblée des Nations unies.

## Financement chinois du développement algérien
De 2000 à 2011, il y a environ 9 projets officiels de financement chinois de développement identifiés en Algérie par le biais de différents médias. Ces projets vont de l'offre de prêts à taux préférentiel d'environ 48 millions de dollars en 2004, à la construction d'un opéra à un coût total de 300 millions de yuans en 2010.

## Énergie
Dès 1996, l'Algérie avait deux réacteurs nucléaires, dont l'un était une installation de recherche à eau lourde construite par la Chine. L’Algérie a signé le Traité sur la non-prolifération des armes nucléaires en juin 1996.

## Aide médicale
Face à la pandémie de Covid-19 en 2020, la Chine envoie en Algérie le 27 mars une équipe médicale composée de 21 personnes dont 13 médecins et 8 infirmiers et une quantité de matériel sanitaire dont 500 000 masques chirurgicaux, 50 000 masques N95, 2 000 tenues de protection ainsi que des masques médicaux et respirateurs. Elle promet également la construction d'un hôpital.
La solidarité chinoise a enthousiasmé la presse algérienne. « La Chine ne cessera jamais d’impressionner », commente notamment le Courrier d’Algérie, qui salue l’engagement de la Chine envers les pays touchés par le Covid-19.